# Akatsuki (cacciatorpediniere)
L'Akatsuki (暁? lett. "Alba") è stato un cacciatorpediniere della Marina imperiale giapponese, terza unità dell'omonima classe in ordine di varo, ma prima ed eponima a essere ordinata. Fu varato nel maggio 1932 dal cantiere di Sasebo.
Appartenente alla 6ª Divisione, subito prima dell'attacco di Pearl Harbor navigò verso l'Indocina inquadrato nella 2ª Flotta e protesse gli sbarchi in Malaysia e nelle Filippine; in seguito fu aggregato alla scorta di naviglio pesante che operò nelle Indie orientali olandesi, ma non fu presente alla battaglia del Mare di Giava. Riarmato in patria ad aprile, a fine maggio fu trasferito con la propria divisione alla 5ª Flotta e coprì, nella metà di giugno 1942, le operazioni anfibie attorno Kiska nelle isole Aleutine. Dopo un paio di mesi di pattugliamento e servizio di scorta nelle acque nazionali, fu spostato alla base avanzata delle isole Shortland con le unità gemelle e prese parte ad alcune missioni di trasporto truppe sulla contesa isola di Guadalcanal. Nella notte tra il 12 e il 13 novembre fu distrutto a cannonate nella fase di apertura della battaglia navale di Guadalcanal e affondò con gran parte dell'equipaggio ucciso.

## Servizio operativo

### Costruzione
Il cacciatorpediniere Akatsuki fu ordinato nell'anno fiscale edito dal governo giapponese nel 1927. La sua chiglia fu impostata nel cantiere navale di Sasebo il 17 febbraio 1930 e il varo avvenne il 7 maggio 1932; fu completato il 30 novembre dello stesso anno. La nave formò negli anni seguenti, con l'Ikazuchi, l'Inazuma e l'Hibiki, la 6ª Divisione, dipendente dalla 1ª Squadriglia della 1ª Flotta.

### 1941-1942
Tra 1940 e 1941 l'Akatsuki passò al comando del capitano di corvetta Kyūji Aoki. Dopo essersi spostato da Hashirajima alla baia di Saeki il 25 novembre 1941, con il resto della divisione d'appartenenza salpò il 29 aggregandosi a un convoglio in rotta per la base militare di Mako (isole Pescadores), toccata il 2 dicembre. Dal 4 al 10 dicembre fu in mare di scorta alle unità maggiori della 2ª Flotta del viceammiraglio Nobutake Kondō, incaricata assieme alla 3ª Flotta di coprire le molteplici operazioni anfibie nel Sud-est asiatico, poi dall'11 rimase di base alla baia di Cam Ranh da dove condusse periodici pattugliamenti. Il 20 prese il mare inquadrato nella scorta del grande convoglio d'invasione per il Golfo di Lingayen (Filippine); rientrò il 23 a Mako e fu coinvolto in alcune ricognizioni prima di fare rotta a sud il 6 gennaio assegnato alla difesa dell'incrociatore pesante Maya, che giunse il 12 alle isole Palau; il 18 le due unità continuarono per la recentemente occupata Davao (Mindanao). Da qui l'Akatsuki partì con destinazione Tarakan nel Borneo, che raggiunse il 26 gennaio e dove prese in carico il mercantile Rakuto Maru in viaggio per Balikpapan: il porto fu toccato tre giorni dopo e, dopo essere sfuggito indenne all'improvviso attacco di quattro bombardieri pesanti Boeing B-17 Flying Fortress, salpò il 1º febbraio e il 4 rientrò a Davao. Il giorno seguente accompagnò un convoglio sino alla baia di Cam Ranh, traversata conclusa il 9, e il 18 ripartì per rimontare il convoglio incaricato di sbarcare nella porzione orientale di Giava: lo raggiunse il 21 alle isole Anambas, ma il 27 mattina l'Akatsuki ebbe nuovi ordini che lo assegnavano al convoglio occidentale. Si unì a questo la mattina del 1º marzo, quando gli sbarchi erano già stati completati. Il 4 fece rifornimento e con l'Hibiki fece rotta il giorno seguente per le Filippine, essendo stati riassegnati alle forze navali di supporto alla 14ª Armata: dal 10 al 19 marzo l'Akatsuki, con l'Hibiki e l'Ikazuchi, operò dalla baia di Subic vicino Bataan, affondando forse un sommergibile statunitense. Il 19 i tre cacciatorpediniere scortarono un convoglio sino a Kure (toccata una settimana dopo) e quindi si spostarono a Yokosuka il 3 aprile: dall'11 al 16 del mese l'Akatsuki e le unità gemelle furono sottoposte a revisione. Passato al comando del capitano di corvetta Osamu Takasuka, l'Akatsuki condusse alcuni pattugliamenti prima di unirsi il 3 maggio alla 4ª Divisione portaerei (Ryujo, Junyo) e partecipare con essa a esercitazioni combinate. Il 20 maggio l'intera 6ª Divisione cacciatorpediniere, le due portaerei, gli incrociatori pesanti Takao e Maya furono trasferiti alla 5ª Flotta del viceammiraglio Boshirō Hosogaya (ancorata a Ominato), alla quale l'ammiraglio Isoroku Yamamoto aveva affidato le manovre diversive nelle isole Aleutine, previste dal complesso piano di attacco all'atollo di Midway. Il 28 maggio la flotta salpò e il 31 l'Akatsuki fu dirottato con gli altri cacciatorpediniere a Paramushiro per prendere in carico una parte dei trasporti con le truppe per occupare le isole di Attu e Kiska: l'Akatsuki fu unito alla forza di spedizione per quest'ultima il 7 giugno e quattro giorno dopo bombardò le spiagge di sbarco. Il 12, mentre pattugliava al largo, fu attaccato quattro volte da aerei statunitensi, che però non piazzarono colpi sul cacciatorpediniere e persero uno dei loro; l'Hibiki fu invece danneggiato e perciò il 13 l'Akatsuki divenne ammiraglia della 6ª Divisione imbarcando il capitano di vascello Yusuke Yamada.

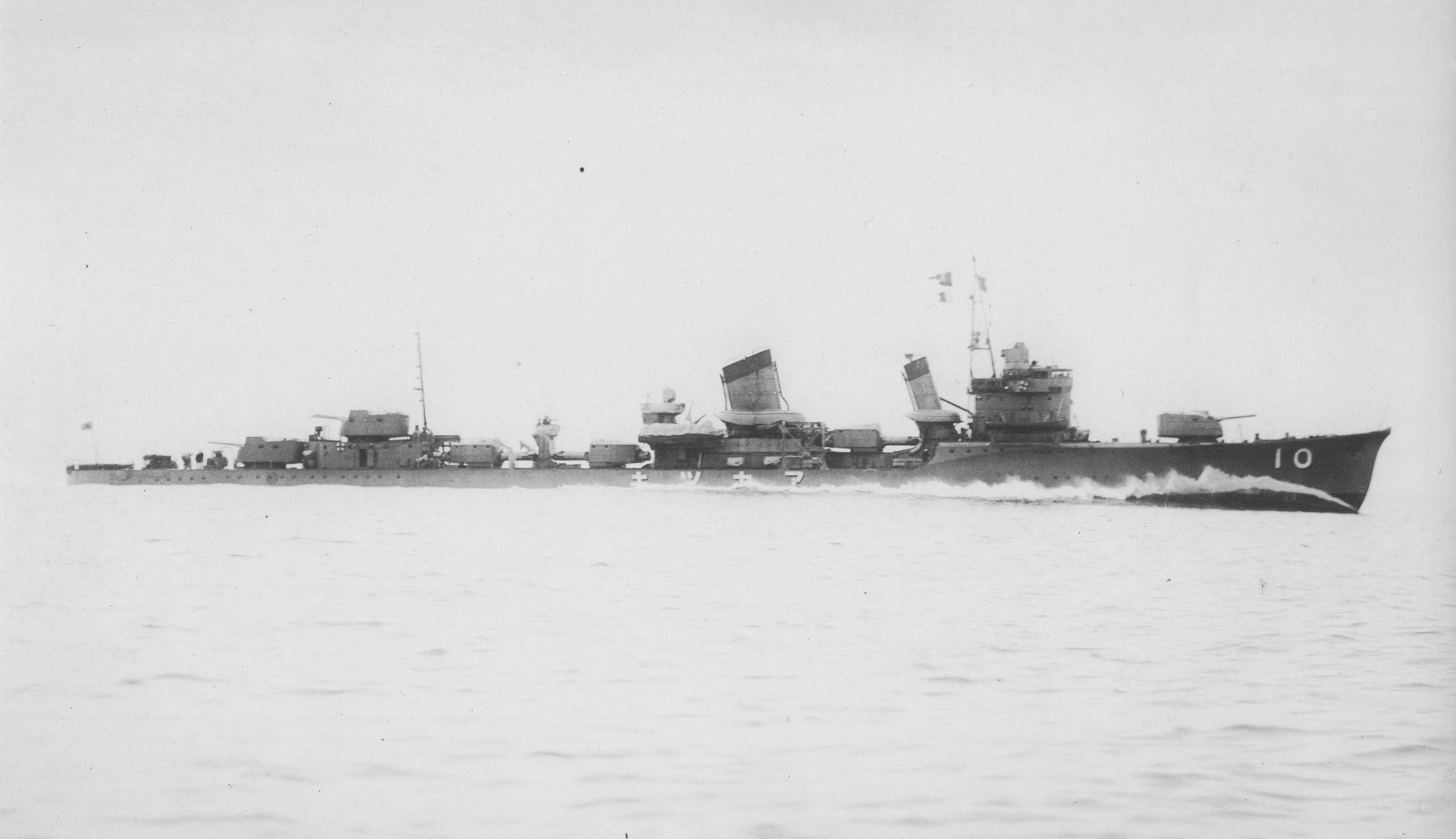
LAkatsuki naviga ad alta velocità. L'immagine consente di apprezzare la disposizione delle torri d'artiglieria e dei massicci impianti lanciasiluri

L'Akatsuki accompagnò il gemello a Paramushiro e dunque a Ominato (27 giugno), che lasciò due giorni dopo con l'Akebono per scortare la Junyo fuori dalla base. Il 4 salpò con truppe a bordo per Kiska e, una volta sbarcatele, rimase a lungo nella zona in pattuglia antisommergile, rivendicando il 15 la distruzione di un battelli nemico. Tre giorni dopo, sulla rotta del rientro, fu mancato di misura dagli ordigni di alcuni B-17; fece tappa all'isola di Shimushu e il 25 si fermò infine a Yokosuka, nel cui arsenale fu riparato. Il 6 agosto tornò in acqua e partì subito a tutto vapore per Ominato: da qui condusse regolari ricognizioni e il 12, assieme all'Usugumo, attaccò un probabile sommergibile statunitense; anche il 14 effettuò un lancio di bombe di profondità, ma i risultati di queste due azioni rimangono controversi. Il 29 agosto fece rotta su Kure, dalla quale salpò il 1º settembre con l'Ikazuchi di scorta alla portaerei Zuiho, che navigava verso la grande base aeronavale di Truk. Il 9, tre giorni dopo l'arrivo, partì con il gemello in difesa della portaerei di scorta Unyo che fece decollare aeroplani diretti a Kavieng (Nuova Irlanda), tornò a Truk il 12 e salpò l'indomani per Kure: l'Akatsuki e l'Ikazuchi la scortarono nella traversata, che si concluse il 18. Dopo aver accompagnato un convoglio sino a Saeki, i due cacciatorpediniere salparono assieme a due posamine in difesa di tre mercantili che salparono il 29 con rotta per le isole Shortland, nelle Salomone: il convoglio fece tappa a Okinawa, Saipan, Truk e la base di Rabaul prima di fermarsi a destinazione il 12 ottobre. Il giorno seguente l'Akatsuki evitò di misura le bombe di alcuni B-17; il 14 partì con l'Ikazuchi e lo Shirayuki per difendere gli incrociatori leggeri Yura e Sendai che dovevano sbarcare truppe a Guadalcanal: la missione fallì a causa del delle condizioni meteorologiche e quando fu ritentata il 17 dovette essere sospesa per l'attacco di un sommergibile statunitense, rimasto senza conseguenze. Tra il 19 e il 23 l'Akatsuki rimase ancorato alle Shortland e collaborò con le difese contraeree a terra nel respingere diversi raid nemici, quindi rientrò in azione a mezzogiorno del 24 con l'Ikazuchi e lo Shiratsuyu, con i quali doveva condurre un bombardamento delle posizioni americane sull'isola: lungo la rotta d'avvicinamento furono però avvistati e attaccati varie volte dal cielo senza esito. Il 25, dinanzi alle coste di Guadalcanal, affondarono due unità ausiliarie statunitensi; l'Akatsuki fu raggiunto da una granata a babordo, in corrispondenza del deposito munizioni della torre poppiera, ma i danni furono poco importanti e il giorno seguente era rientrato senza problemi alle Shortland.

### L'affondamento
Il 1º novembre il comandante Takasuka fu promosso capitano di fregata e il giorno seguente condusse l'Akatsuki, assieme al resto della 6ª Divisione, all'intera 27ª Divisione, alla 2ª Divisione meno il Samidare e allo Shirayuki, di scorta all'incrociatore leggero Tenryu per un trasporto massiccio di truppe a Guadalcanal. Rientrato alle Shortland, salpò il 3 di scorta alle navi portaidrovolanti Nisshin e Chitose fino a Truk, dove si fermò il 6 novembre per ricevere riparazioni provvisorie dalla nave officina Akashi prima di raggiungere l'arcipelago. Il 12 novembre fu aggregato, con il resto della 6ª Divisione, alla squadra del viceammiraglio Hiroaki Abe, distaccata dalla 2ª Flotta per bombardare nottetempo, con le due corazzate Hiei e Kirishima, il pericoloso aeroporto "Henderson Field". Nel corso dell'avvicinamento Abe adottò una complessa formazione che, dopo le manovre di avvicinamento alla costa, risultò del tutto disarticolata; l'Akatsuki si ritrovò alla testa della 6ª Divisione a dritta dell'ammiraglia Hiei. Nella notte i giapponesi si imbatterono in una flotta statunitense tra Guadalcanal e Savo e Abe ordinò un'accostata generale a sinistra per tagliare la T, facendo accendere i proiettori alla corazzata e all'Akatsuki. Le due unità si avvicinarono così alla linea statunitense procedente per nord-ovest e l'Akatsuki, ancor prima di poter lanciare siluri contro l'incrociatore leggero Atlanta illuminato a giorno, fu investito da una grandinata di proietti da 152 mm e 203 mm: in pochi minuti le macchine furono distrutte, il timone reso inservibile e, in fiamme, andò alla deriva, mentre lo scontro degenerava in una mischia confusa.
Nonostante gli sforzi dell'equipaggio, l'Akatsuki rimase immobile e senza energia elettrica; lo sbandamento sulla sinistra si aggravò rapidamente e, adagiatosi sulla fiancata, affondò di poppa dopo le 02:00 del 13 novembre a sud di Savo (9°17′S 159°56′E) con numerosi morti, incluso Takasuka e il comandante della 6ª Divisione, capitano Yamada. Il mattino diciotto naufraghi furono tratti in salvo e fatti prigionieri da navi americane.
Il 15 dicembre 1942 l'Akatsuki fu depennato dai ruoli della Marina imperiale giapponese.